# Saint-Cyprien-de-Napierville
Ne doit pas être confondu avec Napierville.
Pour les articles homonymes, voir Napierville (homonymie).
Saint-Cyprien-de-Napierville est une municipalité du Québec située dans la MRC des Jardins-de-Napierville en Montérégie.

## Toponymie
La municipalité est nommée en l'honneur de Cyprien de Carthage, père de l'Église, et de Napier Christie Burton, lieutenant général de l'armée anglaise mort en 1835.

## Histoire
Le 4 avril 2009, celle-ci changea son statut de municipalité de paroisse pour celui de municipalité.

## Géographie
La rivière L'Acadie traverse la municipalité du sud-ouest vers le nord-est.

## Démographie
| 1991  | 1996  | 2001  | 2006  | 2011  | 2016  | 2021  |
| ----- | ----- | ----- | ----- | ----- | ----- | ----- |
| 1 237 | 1 307 | 1 312 | 1 570 | 1 869 | 1 927 | 1 735 |

## Administration
Les élections municipales se font en bloc pour le maire et les six conseillers.
| Saint-Cyprien-de-Napierville Maires depuis 2001                                                                      |                    |         |          |
| Élection | Maire              | Qualité | Résultat |
| 2001 | Normand Lefebvre   |         | Voir     |
| 2005 | André Tremblay     |         | Voir     |
| 2009 | André Tremblay     | Voir    |          |
| 2013 | Normand Lefebvre   |         | Voir     |
| 2017 | Jean Cheney        |         | Voir     |
| 2021 | Jean-Marie Mercier |         | Voir     |
| Élection partielle en italique Depuis 2005, les élections sont simultanées dans toutes les municipalités québécoises |                    |         |          |

Le recensement de 2011 y dénombre 1 869 habitants, soit 19 % de plus qu'en 2006.